# Jelenec
Jelenec este o comună slovacă, aflată în districtul Nitra din regiunea Nitra. Localitatea se află la altitudinea de 192 m deasupra n.m., se întinde pe o suprafață de 27,18 km2 și în 2017 număra 2.103 locuitori.

## Istoric
Localitatea Jelenec este atestată documentar din 1113.

## Demografie
| An:                | 1994 | 2004   | 2014   | 2024   |
| ------------------ | ---- | ------ | ------ | ------ |
| Număr de persoane: | 1919 | 1984   | 2064   | 2104   |
| Diferență:         |      | +3,38% | +4,03% | +1,93% |

| An:                | 2023 | 2024   |
| ------------------ | ---- | ------ |
| Număr de persoane: | 2116 | 2104   |
| Diferență:         |      | −0,56% |